# 英雄重生
《英雄重生》（英語：Heroes Reborn）為NBC於2006年至2010年間首播的人氣影集《英雄》之13集迷你劇續集，並在2015年9月24日開播，本劇同樣由蒂姆·克林開創並擔任執行製作。於轉播第49屆超級盃時，NBC搶先釋出了本劇16秒預告。
2015年7月9日，製作方釋出了網路劇《黑色物質》，並作為本劇與前作之間的橋樑，以介紹本劇的背景、角色與故事。2016年1月13日，NBC宣布本劇為有限劇集，故不會續訂第2季，除非主創蒂姆·克林有意延續故事。

## 故事
故事和《超異能英雄》一樣，仍然描述一群普通人發現自己擁有超能力。一年前，德州奧德薩市發生一起恐怖襲擊案，這座城市遭到毀滅。人們因為這起事件而遷怒於那些擁有超能力的人，超能人被迫躲藏起來或四處逃亡，但擁有不良動機的人絕不會輕易放過他們。為了給逝去的親人報仇，路克和喬安也加入了追殺超異能人士的行列。綽號HRG的諾亞·班奈特決定保持低調，但陰謀理論家昆丁·費勒帝找到了他，擦亮了他的眼睛，讓他認清了奧德薩悲劇幕後的真相。

## 角色

### 主要人物
- 傑克·科爾曼 飾演 諾亞·班奈特配音: 張炳強 (港)

克萊爾的養父，曾為公司規範與遏止異能者。最後為了拯救世界，而願意當湯米與瑪琳娜共享能力的導體，隨後便逝世。
- 柴克·萊威 飾演 路克·柯林斯配音: 陳廷軒 (港)

異能者獵人，瓊安的丈夫。誤以為是異能者殺害了兒子而與瓊安到處獵殺異能者，直到發現自己也擁有超能力。在失去瓊安和兒子後，打算自殺時，被瑪琳娜救起，並開始幫助瑪琳娜。為了救瑪琳娜而殺死了瓊安。最後為阻止第一波世界毀滅而死亡。
- 羅比·A·凱 飾演 湯米·克拉克／納森·班奈特配音: 曹啟謙 (港)

安妮的養子，克萊爾的親生兒子，可以吸收別人能力，但同時只能擁有一種，而且必需有瑪琳娜同場才能吸收。在出生時，吸收克萊爾能力導致她死亡，後吸收廣的超能力，一直使用至今。名字為紀念納森·佩特里，為防止被艾瑞卡找到，諾亞、廣與安吉拉將他與瑪琳娜送回到過去。一直被廣和安妮扶養，在哈里斯闖入家中後，帶著卡斯帕和安妮離開，並被卡斯帕消除記憶，使得他不記得如何操控超能力以及忘了廣。經歷了種種事件後，找回記憶並拯救了世界。
- 祐真琪琪（英语：Kiki Sukezane） 飾演 大友神子／武士刀女孩配音: 凌晞 (港)

可以穿梭於電玩永現與真人世界的日本女孩。
- 瑞安·古茲曼 飾演 卡洛斯·古提瑞茲／復仇者配音: 李凱傑 (港)

前職軍人，在哥哥奧斯卡死後成為復仇者，欲替哥哥復仇。
- 萊亞·吉斯特德（英语：Rya Kihlstedt） 飾演 艾瑞卡·克維配音: 黃玉娟 (港)

瑞納塔斯高層。利用廣在未來創造了新世界，最後被湯米留下未來，因蝴蝶效應而消失。
- 賈特琳·格林（英语：Gatlin Green） 飾演 艾蜜莉·杜佛配音: 羅孔柔 (港)

湯米的朋友後成為女友。
- 亨利·薩巴斯奇（英语：Henry Zebrowski） 飾演 昆丁·費勒帝配音: 劉奕希 (港)

菲碧的哥哥，陰謀論者，為了拯救菲碧而與諾亞合作。原遭到菲碧殺害，在諾亞回到過去後，引發蝴蝶效應而活了下來，並暗中幫助艾瑞卡、背叛諾亞，只為拯救菲碧。最後為救瑪琳娜而開槍射擊了菲碧。
- 茱蒂絲·許卡妮（英语：Judith Shekoni） 飾演 瓊安·柯林斯配音: 謝潔貞 (港)

異能者獵人，路克的妻子。認為是異能者殺害了兒子，因此和路克展開獵殺異能者的行動，直到發現路克也是異能者。後和艾瑞卡合作，最後被路克燒死。
- 達妮卡·亞羅許（Danika Yarosh） 飾演 瑪琳娜·班奈特配音: 陳皓宜 (港)

克萊爾的女兒，名字為紀念諾亞的母親。為防止被艾瑞卡找到，諾亞、廣與安吉拉將她與湯米送回過去。

### 常設人物
- 奎格·葛朗博（英语：Greg Grunberg） 飾演 麥特·帕克曼配音: 招世亮 (港)

前警官，擁有心靈感應能力。日光石莊園主任，為讓自己和妻小獲得通往未來的機會，而幫助艾瑞卡摧毀異能者的意識。最後發生車禍，生死未明。
- 諾亞·葛雷·卡貝（英语：Noah Gray-Cabey） 飾演 彌迦·桑德斯配音: 胡家豪 (港)

英雄真理者，妮琪的兒子，擁有操控電子儀器的能力。
- 岡政偉 飾演 中村廣配音: 李致林 (港)

擁有時空控制能力（後失去），山形產業繼承者。
因拒絕艾瑞卡借助其能力的要求，被大友八郎用能力關進他發明的電腦遊戲永現世界裡，從而使用廣的能力實行計劃，與莫辛德·舍瑞西被當成高峰會恐怖分子，對外宣稱死亡，山形產業也被艾瑞卡買下。
後經大友神子營救，釋放他回到現實，及時救了諾亞，二人一起回到613高峰會，廣與M·F·哈里斯決戰，救下莫辛德·舍瑞西，但發現無論如何也不能阻止高峰會爆炸的事實。
為防止艾瑞卡找到拯救世界的關鍵，廣與安吉拉將克萊爾的兒女湯米及瑪琳娜送回到1999年，不幸被湯米吸收了時空控制能力，留在過去認識了安妮，一同養大湯米，並指導他學習控制能力。
最後為保護湯米和安妮，與找到來的M·F·哈里斯作最後決戰，生死不明。
- 克莉絲汀·蘿絲（英语：Cristine Rose） 飾演 安吉拉·佩特里配音: 袁淑珍 (港)

擁有預知夢能力，過去的公司高層。一直都在培養瑪琳娜。
- 法蘭西絲·伊斯威特（英语：Francesca Eastwood） 飾演 茉莉·沃克配音: 成瑤孆 (港)

千里眼，為了防止艾瑞卡利用自己而飲槍自盡。
- 普魯特·泰勒·文斯（英语：Pruitt Taylor Vince） 飾演 卡斯帕·亞伯罕姆配音: 陳永信 (港)

諾亞的舊識，一直保護著湯米。只要丟出硬幣，觸摸者即會失去記憶。為保護湯米將湯米對廣的記憶消除。最後被瓊安開槍射死。
- 彼德·穆尼 飾演 法蘭西斯·柯普配音: 李鎮然 (港)

為艾瑞卡效勞，蒐集異能者之人。
- 伊芙·哈洛（英语：Eve Harlow） 飾演 泰勒·克維配音: 張頌欣 (港)

艾瑞卡的女兒，與法蘭西斯廝混並協助母親蒐集異能者。後幫助諾亞與昆丁，並懷上法蘭西斯的孩子。
- 艾絲琳·保羅（英语：Aislinn Paul）飾演 菲碧·費勒帝（{{lang|en|}Phoebe Frady}）配音: 黃昕瑜 (港)

昆丁的同母異父妹妹，擁有暗影術。
- 卡洛斯·拉凱姆拉（英语：Carlos Lacámara） 飾演 莫瑞西歐神父配音: 潘文柏 (港)

可以化作煙霧，私下照顧著異能者，並與奧斯卡合作引渡異能者。後被日光石員工殺害。
- 娜姿妮恩·康粹特（英语：Nazneen Contractor） 飾演 法拉·納山配音: 許盈 (港)

一直保護並訓練著瑪琳娜，擁有隱形能力。前職軍人，為卡洛斯的戰友兼前女友。
- 迪蘭·布魯斯 飾演 詹姆斯·迪林隊長配音: 劉昭文 (港)

前警官，後加入獵捕異能者的行列。後和卡洛斯合作，以救出荷西與神父，卻遭麥特控制並舉槍自盡。
- 西雷·班奈特（英语：Clé Bennett） 飾演 M·F·哈里斯配音: 葉振聲 (港)

為艾瑞卡效勞的異能者，擁有分身術。最後被神子了結。
- 盧修斯·霍尤斯（Lucius Hoyos） 飾演 荷西·古提瑞茲配音: 陳琴雲 (港)

奧斯卡的兒子，擁有穿透能力。
- 克莉絲塔·布利吉絲（Krista Bridges） 飾演 安妮·克拉克配音: 陸惠玲 (港)

醫院護理師，湯米的養母，廣的妻子。
- 內門徹（Toru Uchikado） 飾演 下澤蓮配音: 鄧港文 (港)

神子的好友，電玩玩家。
- 瑞奇·勞倫斯（Richie Lawrence） 飾演 丹尼斯·柯林斯配音: 陳琴雲 (港)

路克與瓊安的兒子，無法接觸陽光，在高峰會當天爆炸死亡。
- 馬可·格雷茲尼（英语：Marco Grazzini） 飾演 奧斯卡·古提瑞茲／復仇者配音: 李錦綸 (港)

卡洛斯的哥哥，荷西的父親。
- 金川弘敦 飾演 大友八郎配音: 朱子聰 (港)

神子的父親，與神子一樣可以穿越在真實世界與電玩中，6月13日當日將廣困在電玩中。實際上為拯救現實世界中的神子而效命於艾瑞卡，最後幫助蓮拯救湯米。
- 邁克爾·德瑞爾（英语：Michael Therriault） 飾演 理查配音: 鄧志堅 (港)

瑞納塔斯的科學家，最後遭到大友八郎刺死。

### 客串
- 山德希爾·拉曼穆西（英语：Sendhil Ramamurthy） 飾演 莫辛德·舍瑞西配音: 關令翹 (港)

研究出HELE，並被艾瑞卡利用。
- 吉米·尚·路易士（英语：Jimmy Jean-Louis） 飾演 海地人／雷尼配音: 葉振聲→蘇強文 (港)

- 葛蕾塔·歐尼奧高（Greta Onieogou） 飾演 艾莉（Aly）

- 瑞秋·安雀洛（英语：Rachael Ancheril） 飾演 費歐娜（Fiona）

- 奈絲塔·瑪莉·庫柏（Nesta Marlee Cooper） 飾演 達莉亞（Dahlia）

- 傑克·曼利（Jake Manley） 飾演 布萊德（Brad）

湯米的同學，曾霸凌湯米。

## 集數
| 集數         | 標題                           | 導演          | 編劇                      | 播出日期       | 美國收視 （百萬） |
| 第一章：覺醒 | 第一章：覺醒                   | 第一章：覺醒  | 第一章：覺醒              | 第一章：覺醒   | 第一章：覺醒      |
| ------------ | ------------------------------ | ------------- | ------------------------- | -------------- | ----------------- |
| 1            | 勇敢新世界 Brave New World     | 麥特·夏克曼   | 蒂姆·克林                 | 2015年9月24日  | 6.09              |
| 2            | 奧德薩 Odessa                  | 格雷格·畢曼   | 彼得·艾爾考夫             | 2015年9月24日  | 6.09              |
| 3            | 面具下 Under the Mask          | 格雷格·畢曼   | 西莫斯·凱文·費西          | 2015年10月1日  | 5.00              |
| 4            | 眾人所需 The Needs of the Many | 傑夫·渥納夫   | 喬伊·法爾科               | 2015年10月8日  | 4.41              |
| 5            | 深入險地 The Lion's Den        | 傑夫·渥納夫   | 荷莉·哈洛德               | 2015年10月15日 | 4.01              |
| 6            | 遊戲結束 Game Over             | 吉迪昂·拉夫   | 奈文·丹沙姆               | 2015年10月22日 | 3.80              |
| 7            | 6月13日，上 June 13th Part One | 艾倫·阿庫什   | 亞當·拉許 珂芮·烏奇達     | 2015年10月29日 | 3.95              |
| 8            | 6月13日，下 June 13th Part Two | 艾倫·阿庫什   | M·瑞文·梅茲諾             | 2015年11月5日  | 3.97              |
| 9            | 血腥之日 Sundae, Bloody Sundae | 吉迪昂·拉夫   | 瑪莉莎·穆克吉 莎朗·霍夫曼 | 2015年11月12日 | 3.78              |
| 10           | 前往奧德薩 11:53 to Odessa     | 拉瑞莎·康達基 | 西莫斯·凱文·費西          | 2015年11月19日 | 3.72              |
| 11           | 複製人來襲 Send in the Clones  | 拉瑞莎·康達基 | 彼得·艾爾考夫             | 2016年1月7日   | 3.74              |
| 12           | 艾瑞卡的過去 Company Woman     | 喬恩·瓊斯     | 荷莉·哈洛德               | 2016年1月14日  | 3.83              |
| 13           | 計畫重生 Project Reborn        | 喬恩·瓊斯     | 蒂姆·克林 札克·克瑞利     | 2016年1月21日  | 3.82              |

### 網路劇《黑色物質》
| 集數 | 標題                               | 導演      | 編劇        | 釋出日期      |
| --- | ---------------------------------- | --------- | ----------- | ------------- |
| 1 | 英雄們在哪？ Where are the Heroes? | 坦納·克林 | 札克·克瑞利 | 2015年7月9日  |
| 自從克萊爾在新聞上公開自己的能力後，異能者們便被公諸於世，也出現了更多擁有超能力的人們，然而一般民眾卻將所有禍端遷怒於異能者們，使得異能者們不得不隱身。兩年前，菲碧將自己的能力展示給哥哥昆丁看，這讓昆丁非常驚訝。 |                                    |           |             |               |
| 2 | 菲碧 Phoebe                        | 坦納·克林 | 札克·克瑞利 | 2015年7月22日 |
| 菲碧進入大學並認識了室友艾莉，在多次嘗試使用超能力後，菲碧卻開始作惡夢，同時她感受到了強大的黑暗力量。 |                                    |           |             |               |
| 3 | 註冊 Registered                    | 坦納·克林 | 札克·克瑞利 | 2015年7月22日 |
| 政府、學校等機關皆開始記錄誰擁有超能力，這讓英雄真理者要大家發起革命來抵制這名正言順的「歧視」。一年前，菲碧召集異能者一同向學校的政策抗議，結果平凡人與異能者發生衝突，而菲碧也被政府註冊為異能者。在求職會上，菲碧因異能者身分而被拒絕，此時，一名瑞納塔斯職員給了菲碧一張名片。菲碧表明想參加奧德薩高峰會，但昆丁為了保護菲碧而阻止菲碧。 |                                    |           |             |               |
| 4 | 6月13日 June 13th                  | 坦納·克林 | 札克·克瑞利 | 2015年7月22日 |
| 英雄真理者要超能者們參加奧德薩高峰會，以團結來爭取異能者的權益。昆丁一直連絡不上菲碧，因此來到宿舍找菲碧，並從艾莉那得知菲碧至瑞納塔斯公司面試。昆丁接到菲碧的電話卻斷訊，在追查電話號碼後，昆丁與艾莉決定前往奧德薩，結果卻遇上大爆炸，而媒體報導著此事為異能者發起的恐怖攻擊，主謀為舍瑞西、菲碧等超能者。                                 |                                    |           |             |               |
| 5 | 瑞納塔斯 Renautas                  | 坦納·克林 | 札克·克瑞利 | 2015年7月22日 |
| 昆丁試圖從影片中找出端倪，並與英雄真理者攜手，偽裝身分潛入瑞納塔斯，以設法取得瑞納塔斯的資料，同時，艾莉對昆丁的行為感到束手無策。 |                                    |           |             |               |
| 6 | 何處尋真相 Where the Truth Lies    | 坦納·克林 | 札克·克瑞利 | 2015年7月22日 |
| 昆丁終於來到英雄真理者的據點，並得知英雄真理者為彌迦。瑞納塔斯跟蹤昆丁，並攻進英雄真理者的據點，自此昆丁展開逃亡，並找到改名換姓為泰德·巴恩斯的諾亞·班奈特。 |                                    |           |             |               |

## 收視
| 集數 | 標題             | 播出日期       | 收視／份額 （18-49歲） | 收視 （百萬） | DVR （18-49歲） | DVR收視 （百萬） | 加總 （18-49歲） | 總收視 （百萬） |
| ---- | ---------------- | -------------- | ---------------------- | ------------- | --------------- | ---------------- | ---------------- | --------------- |
| 1    | 勇敢新世界（Brave New World）   | 2015年9月24日  | 2.0/6                  | 6.09          | 1.4             | 3.13             | 3.4              | 9.22            |
| 2    | 奧德薩（Odessa）       | 2015年9月24日  | 2.0/6                  | 6.09          | 1.4             | 3.13             | 3.4              | 9.22            |
| 3    | 面具下（Under the Mask）       | 2015年10月1日  | 1.6/6                  | 5.00          | 1.1             | 2.36             | 2.7              | 7.36            |
| 4    | 眾人所需（The Needs of the Many）     | 2015年10月8日  | 1.2/4                  | 4.41          | 1.1             | 2.27             | 2.3              | 6.68            |
| 5    | 深入險地（The Lion's Den）     | 2015年10月15日 | 1.1/4                  | 4.01          | 1.0             | 2.19             | 2.1              | 6.20            |
| 6    | 遊戲結束（Game Over）     | 2015年10月22日 | 1.1/4                  | 3.80          | 1.0             | 2.10             | 2.1              | 5.90            |
| 7    | 6月13日，上（June 13th Part One）  | 2015年10月29日 | 1.0/4                  | 3.95          | 0.9             | TBA              | 1.9              | TBA             |
| 8    | 6月13日，下（June 13th Part Two）  | 2015年11月5日  | 1.3/4                  | 3.97          | TBA             | TBA              | TBA              | TBA             |
| 9    | 血腥之日（Sundae, Bloody Sundae）     | 2015年11月12日 | 1.1/4                  | 3.78          | 0.9             | TBA              | 2.0              | TBA             |
| 10   | 前往奧德薩（11:53 to Odessa）   | 2015年11月19日 | 1.1/4                  | 3.72          | 0.9             | 1.85             | 2.0              | 5.57            |
| 11   | 複製人來襲（Send in the Clones）   | 2016年1月7日   | 1.0/3                  | 3.74          | 0.7             | 1.67             | 1.7              | 5.41            |
| 12   | 艾瑞卡的過去（Company Woman） | 2016年1月14日  | 1.0/3                  | 3.83          | 0.6             | 1.50             | 1.6              | 5.34            |
| 13   | 計畫重生（Project Reborn）     | 2016年1月21日  | 1.0/3                  | 3.82          | 0.6             | 1.45             | 1.6              | 5.27            |
| 平均 | 平均             | 平均           | 1.2                    | 4.33          | 0.9             | 2.07             | 2.2              | 6.40            |

## 評價
《英雄重生》獲得較多負面的評價。於爛番茄整合的評論中，獲得43%的新鮮度、5.4/10分（46位評論者）。在Metacritic整合的評論中，獲得53分（27名評論者），並獲得好壞參半的評價。

### 收視
{{Television season ratings
| width            = 100
| link1            = #集數
| timeslot1        = 星期一 晚間8點
| episodes1        = 13
| start1           = 2015年9月24日
| premiere1        = 6.09
| end1             = 2016年1月21日
| finale1          = 3.82
| season1          = 2015–16
| 18_49_rank1      = 42
| 18_49_rating1    = 2.2
| rank1            = 70
| viewers1         = 6.40

## 外部連結
- 官方网站
- 互联网电影数据库（IMDb）上《英雄重生》的资料（英文）

## 節目變遷
| 香港無綫電視明珠台 星期一 22:40-23:35/23:40 · 7月4日、11日、25日及8月1日 22:50-23:45 · 7月18日 23:10-00:05 | 香港無綫電視明珠台 星期一 22:40-23:35/23:40 · 7月4日、11日、25日及8月1日 22:50-23:45 · 7月18日 23:10-00:05 | 香港無綫電視明珠台 星期一 22:40-23:35/23:40 · 7月4日、11日、25日及8月1日 22:50-23:45 · 7月18日 23:10-00:05 |
| --- | --- | --- |
| | Heroes再現 （2016.07.04 - 2016.09.26）                                                                     | |
| 未來報告 （2016.04.25 - 2016.06.27）                                                                       | 火時速 （2016.10.03 - 2017.01.02）                                                                         | |